# Локус контроля
Локус контроля, также локализация контроля волевого усилия, уровень субъективного контроля (УСК) — понятие в психологии, характеризующее свойство личности приписывать свои успехи или неудачи только внутренним либо только внешним факторам. Введено социальным психологом Джулианом Роттером в 1954 году. 

## Описание
Локус контроля бывает низким или высоким:
- Внешний локус контроля (низкий уровень субъективного контроля, экстернальность) — это склонность приписывать результаты деятельности внешним факторам
- Внутренний локус контроля (высокий уровень субъективного контроля, интернальность) — это склонность приписывать результаты деятельности внутренним факторам. Внутренними факторами здесь являются свойства личности индивида: свои усилия, собственные положительные и отрицательные качества, наличие или отсутствие необходимых знаний, умений и навыков и т. п.

Например, если ученик получил неудовлетворительную оценку, то, обладая внешней локализацией контроля, он возложит вину на внешние факторы («к родителям пришли гости и отвлекали меня от выполнения домашнего задания», «задание было плохо написано на доске» и т. п.), а обладая внутренней — на внутренние («я не успел должным образом подготовиться к предмету», «я так и не смог найти решение задачи», «этот предмет мне неинтересен» и т. п.).
Для определения локуса контроля используется опросник Роттера. Также о нём можно узнать из методики Розенцвейга.